# روکو کارانوشیچ
 روکو کارانوشیچ (انگلیسی: Roko Karanušić؛ زادهٔ ۵ سپتامبر ۱۹۸۲) یک تنیس‌باز اهل کرواسی است.